# Wu Hsien

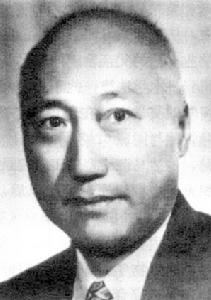
Wu Hsien

Wu Hsien (* 24. November 1893 in Fuzhou; † 8. August 1959 in Boston) war ein chinesischer Biochemiker und Ernährungswissenschaftler.

## Leben und Werk
Wu, der aus der Hafenstadt Fuzhou stammte, absolvierte erfolgreich die staatlichen Wettbewerbe für Akademiker und durfte ab 1911 in den USA studieren. Er studierte am Massachusetts Institute of Technology zunächst Schiffbau und dann Chemie und ab 1917 an der Harvard University, wo er 1919 bei Otto Folin mit einer Dissertation über Blutanalyse promoviert wurde. Kurz darauf entwickelte er eine Methode des Blutzucker-Nachweises, die als Folin-Wu-Methode bekannt wurde. 1920 ging er wieder nach China, wo er 1924 Leiter der Abteilung Biochemie am durch die Rockefeller-Stiftung finanzierten Peking Union Medical College wurde und Associate Professor. 1928 wurde er Professor, was er bis 1942 blieb, als das College unter japanischer Besetzung schloss. Er war im nationalen chinesischen Komitee für wissenschaftliche Standardisierung und war Mitgründer der chinesischen physiologischen Gesellschaft, deren Präsident er zeitweilig war. Er war Berater des Physiologischen Instituts der Academia Sinica und deren Fellow. In den 1930er Jahren befasste er sich viel mit Ernährungswissenschaft.
1944 lud ihn die chinesische Regierung in Chongqing ein, ein Ernährungsinstitut zu gründen, das nach Kriegsende in Nanking entstehen sollte. 1947 reiste er zum Internationalen Physiologen-Kongress in Oxford. Er plante nun ein Institut für Humanbiologie in China zu errichten und reiste dazu in die USA, um Gerätschaften zu besorgen und sich damit vertraut zu machen (Massenspektrometer, Isotope). Inzwischen hatten die Kommunisten in China die Macht übernommen. Wu´s Frau konnte mit den fünf Kindern 1949 unter großen Schwierigkeiten in die USA ausreisen. Wu wurde Gastprofessor für Biochemie an der University of Alabama (Medical College). 1952 erlitt er einen Herzanfall und ging 1953 in den Ruhestand. Er erholte sich wieder und zog nach Boston, wo er seine schriftstellerische Arbeit wieder aufnahm. 1958 folgte ein zweiter Herzanfall, dem er im folgenden Jahr erlag.
1924 heiratete er die ebenfalls in den USA ausgebildete Biochemikerin Daisy Wen, mit der er auch viel zusammenarbeitete.
Sein Sohn Ray J. Wu wurde Professor für Molekulargenetik an der Cornell University.
1931 schlug er vor, dass Denaturierung von Proteinen eine Folge einer geänderten Konformation war und nicht einer Änderung der chemischen Zusammensetzung. Die Idee wurde später von Linus Pauling und anderen aufgegriffen.

## Ehrungen und Mitgliedschaften
1932 wurde er Mitglied der Leopoldina. Er war Mitglied der American Society of Biological Chemists und im Beirat von Biochemica et Biophysica Acta.

## Schriften
- The principles of physical biochemistry, Peking 1934
- Prinzipien der Ernährung (Chinesisch), Shanghai 1929